# Kneževac
Kneževac falu Horvátországban, Pozsega-Szlavónia megyében. Közigazgatásilag Cseglényhez tartozik.

## Fekvése
Pozsegától légvonalban 28, közúton 39 km-re keletre, községközpontjától  légvonalban 4, közúton 5 km-re keletre, a Krndija-hegység és Dilj-hegység között, a Longya jobb partján fekszik.

## Története
Területén már az ókorban éltek emberek, azt bizonyítják az itt talált ókori leletek. A mai település 1903 körül keletkezett a Longya jobb partján egy erdőirtáson a Felvidékről érkezett szlovák családok betelepülésével, akik a lakosság többségét alkották. 1910-ben 156 lakosa volt a településnek. Az 1910-es népszámlálás szerint lakosságának 81%-a szlovák, 12%-a horvát, 3%-a szerb anyanyelvű volt. Pozsega vármegye Pozsegai járásának része volt. Az I. világháború után 1918-ban az új szerb-horvát-szlovén állam, majd később (1929-ben) Jugoszlávia része lett. 1991-től a független Horvátországhoz tartozik. 1991-ben lakosságának 85%-a horvát, 8%-a szlovák nemzetiségű volt. 2011-ben a településnek 89 lakosa volt. Közösségi háza van.

## Lakossága
| Lakosság változása | Lakosság változása | Lakosság változása | Lakosság változása | Lakosság változása | Lakosság változása | Lakosság változása | Lakosság változása | Lakosság változása | Lakosság változása | Lakosság változása | Lakosság változása | Lakosság változása | Lakosság változása | Lakosság változása | Lakosság változása |
| ------------------ | ------------------ | ------------------ | ------------------ | ------------------ | ------------------ | ------------------ | ------------------ | ------------------ | ------------------ | ------------------ | ------------------ | ------------------ | ------------------ | ------------------ | ------------------ |
| 1857               | 1869               | 1880               | 1890               | 1900               | 1910               | 1921               | 1931               | 1948               | 1953               | 1961               | 1971               | 1981               | 1991               | 2001               | 2011               |
| 0                  | 0                  | 0                  | 0                  | 0                  | 156                | 166                | 157                | 203                | 207                | 196                | 151                | 150                | 131                | 96                 | 89                 |

## Nevezetességei
Szűz Mária királynő tiszteletére szentelt római katolikus kápolnája.